# Noodraad-Partij

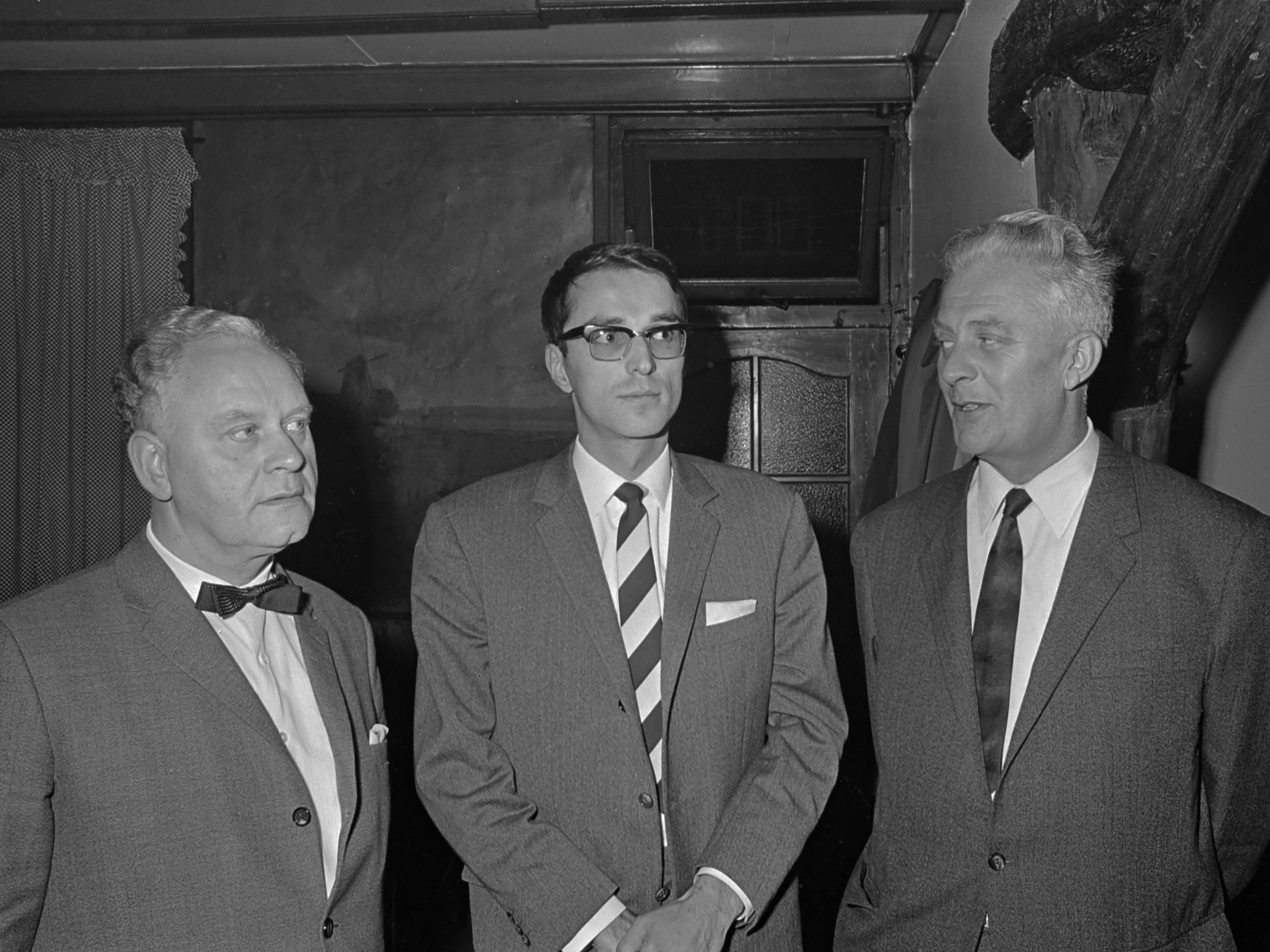
Schregardus, Looman en Daudey (1966)

De Noodraad of de Noodraad-Partij was een Nederlandse politieke partij, opgericht door leden van de Boerenpartij die ontevreden waren met het ondemocratische karakter van de partij. De partij was actief in 1966 en 1967.

## Ontstaan
De Noodraad ontstond als gevolg van interne conflicten in de Boerenpartij in 1966 rond de affaire-Adams. Hendrik Adams, een belangrijk lid van de Boerenpartij, bleek in de Tweede Wereldoorlog nationaalsocialistische sympathieën te hebben gehad. Na een conflict met VVD-senator Jan Baas verliet hij de Eerste Kamer, kort na zijn installatie als senator voor de Boerenpartij. Partijleider Hendrik Koekoek bleef Adams steunen. Diverse vooraanstaande partijleden, zoals Fred Schregardus en Jan Looman eisten een 'zuivering' van de partij en ook een verbetering van de interne partijdemocratie. Zij vormden een actiecomité onder de naam Noodraad, met Schregardus als leider. Koekoek wilde hier niets van weten. Op 11 oktober 1966 werden de leden van Noodraad geroyeerd, en op 24 oktober werd de partij "De Noodraad" opgericht.

## Tweede Kamerverkiezingen
Met Henk Hessel als lijsttrekker nam Noodraad deel aan de Tweede Kamerverkiezingen 1967. Vergeleken met de Boerenpartij, bestond de achterban meer uit middenstanders uit de grotere gemeentes in de randstad. Het programma verschilde echter weinig van dat van de BP. Daarbij haalde de partij 45.421 stemmen (0,66%), nog geen 500 te weinig voor een Kamerzetel. Hierna speelde de partij geen rol meer. Voormalige partijleden zijn later te vinden bij andere kleine rechtse partijen zoals Binding Rechts.

## Weblink
- Politiek programma van de Noodraad-Partij, 1967. Via